# 蘇帕勞拉山
14°46′08″S 73°43′55″W / 14.76889°S 73.73194°W
蘇帕勞拉山（Suparawra），是秘魯的山峰，位於該國中南部阿亞庫喬大區，由科拉科拉區和烏帕瓦喬區負責管轄，屬於安地斯山脈的一部分，海拔高度5,029米。